# Virginie Gautreau
Pour les articles homonymes, voir Gautreau.
Virginie Amélie Gautreau, née Avegno le 29 janvier 1859 à La Nouvelle-Orléans et morte le 25 juillet 1915 à Paris, est une personnalité mondaine parisienne d'origine américaine, de la fin du XIXe siècle, qui posa pour plusieurs peintres, et fut le sujet du Portrait de Madame X, de Sargent, une toile qui fait scandale au Salon des artistes français de 1884.

## Biographie

### Famille
Elle naît au sein d'une famille de planteurs. Parlange, la plantation où elle naît à New Roads, a été fondée par sa grand-mère maternelle, Virginie de Ternant (en). Elle appartient à la communauté créole louisianaise francophone.
Elle a 13 ans quand son père, Anatole Placide Avegno, né en Italie en 1835, est tué lors de la Guerre de Sécession, à Shiloh, le 7 avril 1862. En 1866, son frère meurt d'une fièvre congestive.

### Départ en France
En 1867, sa mère et elle s'installent en France et s'introduisent dans les salons parisiens, où Virginie est vite remarquée pour sa beauté.
En août 1878, elle épouse Pierre Louis Gautreau (1838-1933), banquier parisien natif de Saint-Malo, qui a deux fois son âge et dont elle vivra séparée. Elle intègre, dès son mariage, la « bonne société » parisienne. Leur fille, Louise, naît en 1879 et épouse un avocat à la Cour d'appel de Paris, Olivier Jallu (né le 19 février 1879 à Nancy et mort le 2 janvier 1945), en 1901 ; Louise Gautreau-Jallu meurt en 1911.

### Portrait de Madame X

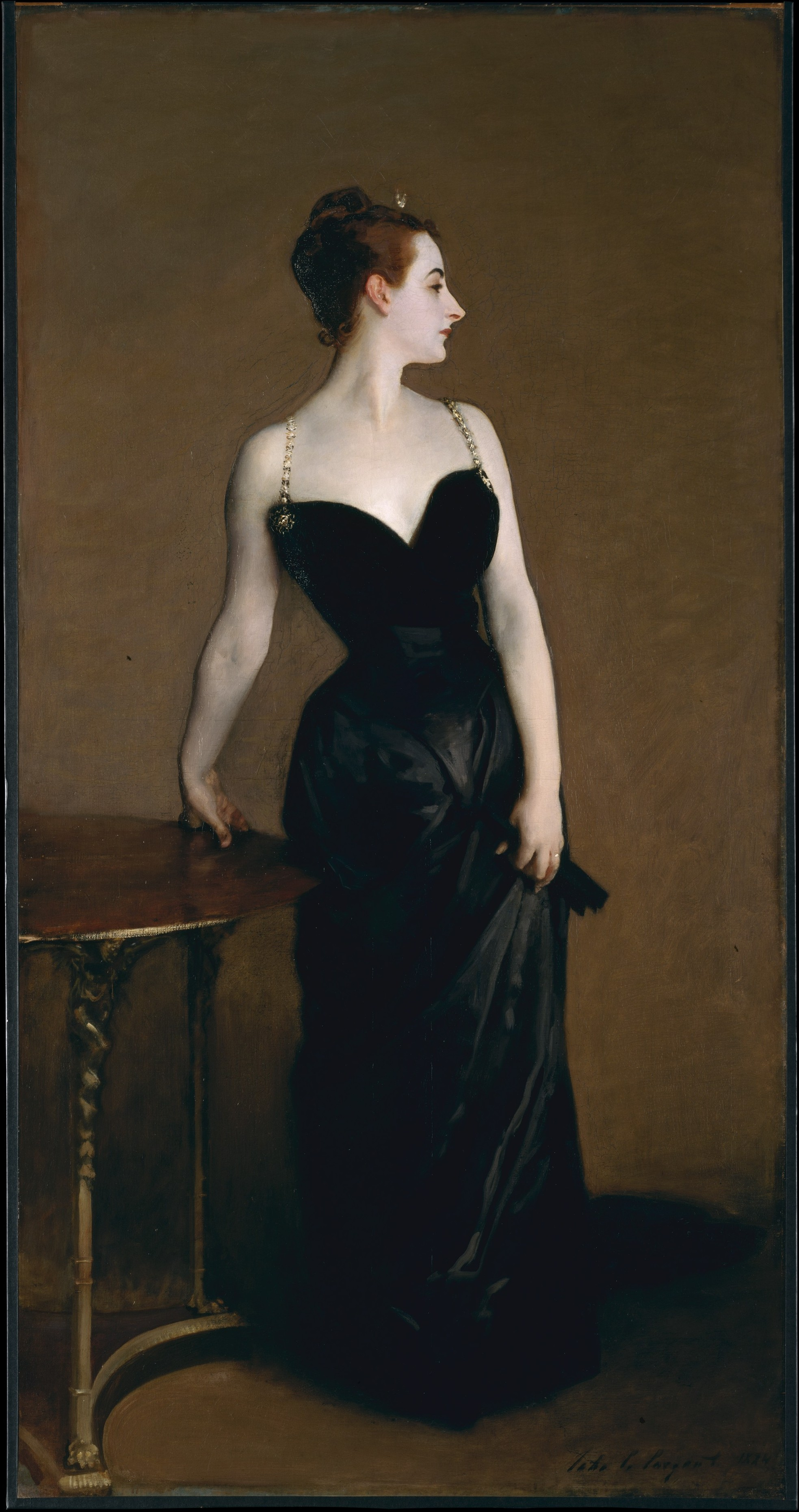
Madame X (1884)
John Singer Sargent
Metropolitan Museum of Art

John Singer Sargent peint Madame Gautreau porte un toast en 1883 et l'offre à la mère de Madame Gautreau
. 
Virginie Gautreau n'a pas commandé Le Portrait de Madame X. John Singer Sargent l'a poursuivie pour obtenir cette chance, contrairement à la plupart de ses portraits, pour lesquels c'était les clients qui le sollicitaient. Sargent a écrit à l'une de leurs connaissances communes :
« J'ai grand désir de peindre son portrait et j'ai raison de croire qu'elle le permettra et s'attend à ce que quelqu'un propose un tel hommage à sa beauté. … Vous pouvez lui dire que je suis l'homme d'un prodigieux talent »
Pour l'un et l'autre, ce portrait représente une prise de risque et une chance de percer dans la haute société mondaine de Paris ou dans le milieu artistique parisien,. L'ascension sociale de Virginie Gautreau, en dépit de sa fortune, est en effet entravée par ses origines. Au cours de l'été 1883, Virginie Gautreau écrit à Emma Marie Allouard-Jouan, une amie commune du peintre, qu'elle est ravie du tableau
. 
Celui-ci est présenté au salon des artistes de 1884 et crée le scandale. Sa mère exige alors que le tableau soit retiré du salon. Devant ces réactions, Virginie Gautreau retire son soutien pour l'œuvre. 

### Fin de vie
En février 1885, le New York Times parle de sa beauté comme d'une « perfection plastique ». Elle se lance ensuite dans le théâtre en 1887 et continue une vie sociale jusqu'en 1902.
Elle commande deux de ses portraits aux peintres Antonio de La Gandara et Gustave Courtois, qui sont exposés aux salons des artistes (en 1891 pour Courtois) mais qui ne reçoivent pas l'accueil espéré. 

Autres portraits
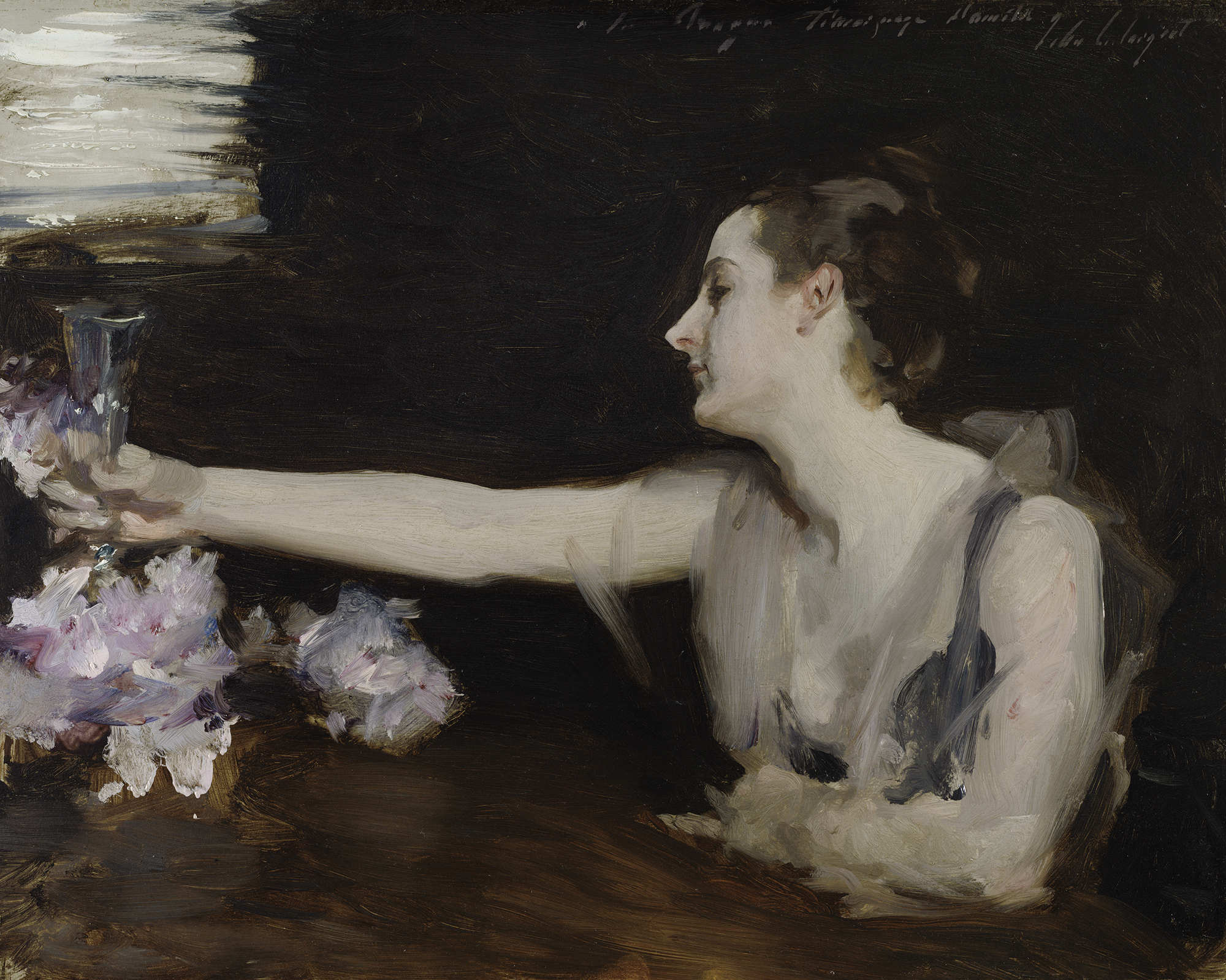
Madame Gautreau porte un toast par John Singer Sargent (1882-1883), Musée Isabella-Stewart-Gardner, Boston.
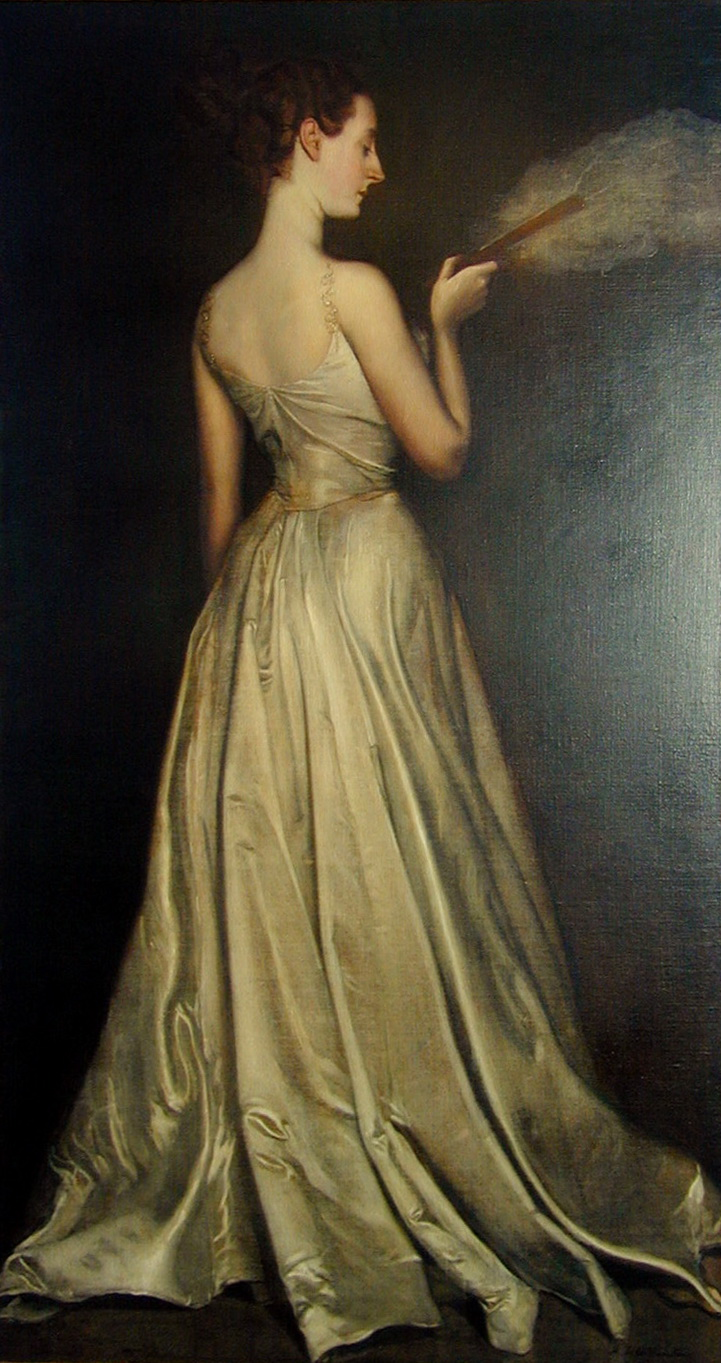
Madame Pierre Gautreau par Antonio de La Gandara (1898), collection privée.
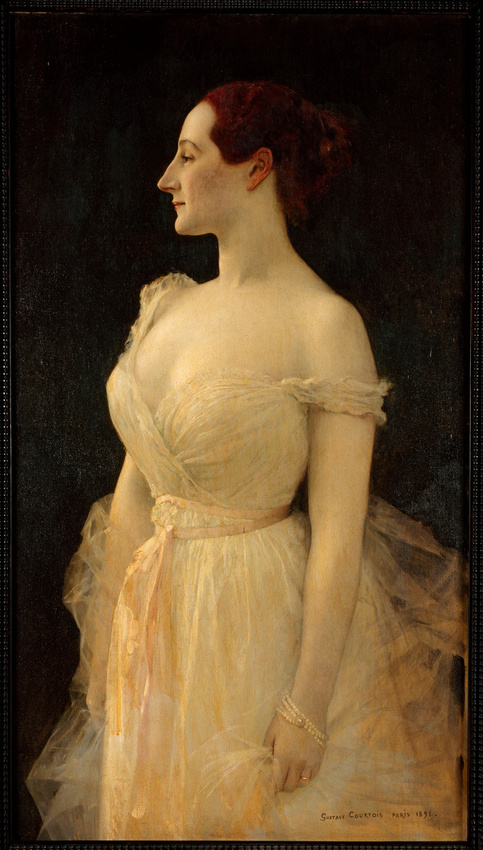
Madame Gautreau par Gustave Courtois (1891), musée d'Orsay, Paris.

Vers la fin de sa vie, les relations mondaines de Virginie Gautreau s’éloignent d'elle,. Elle meurt à Paris, le 25 juillet 1915, et est enterrée dans la crypte de la propriété de la famille Gautreau, le château des Chênes à Saint-Malo.

## Dans la littérature
La vie de Virginie Gautreau inspire le livre I Am Madame X de Gioia Diliberto, parut en 2004.